# Nathan Woolfe
Nathan Woolfe (Manchester, 1988. október 6. –) angol labdarúgó, aki jelenleg a Bolton Wanderersben játszik. 2008. március 13-án mutatkozott be a nagycsapatban a Sporting Lisszabon elleni UEFA-kupa-meccsen.